# Linne (województwo wielkopolskie)
Linne – wieś w Polsce położona w województwie wielkopolskim, w powiecie tureckim, w gminie Dobra.
W latach 1975–1998 miejscowość administracyjnie należała do województwa konińskiego.
W miejscowości stoi pałacyk z okresu międzywojennego, a także pomnik przyrody (sosna zwyczajna).